# Across the Universe
"Across the Universe" (Lennon/McCartney) är en låt av The Beatles, inspelad 1968 och utgiven i olika versioner 1969 (World Wildlife Funds samlingsalbum No One's Gonna Change Our World), 1970 (albumet Let It Be), 2003 (albumet Let It Be... Naked) och 2009 (albumet Mono Masters). Låten spelas även i filmen med samma namn.

## Låten och inspelningen
John Lennon har påstått att denna låt växte fram en drogfylld morgon och därefter spelades in ganska snart vid två förvirrade sessioner, 4 och 8 februari 1968. Lennon uppskattade låten och anklagade senare Paul McCartney för att ha försökt sabotera den. Kommentaren kan ha berott på att Lennon hoppats på att göra denna låt till en singel men att Paul istället lyckades göra "Lady Madonna" till gruppens nästa singel.
George Martin spelar hammondorgel på inspelningen och man bjöd även in två fanatiska fans (som praktiskt taget bodde utanför Abbey Road Studios), Lizzie Bravo och Gayleen Peace, att köra på låten. Allt som allt kom den att existera i tre versioner. Den ursprungliga versionen var den som Lennon förklarat färdig i februari 1968. Han gav därefter bort låten till Spike Milligan (från ”The Goon Show”) vilken lade på fågelljud och ytterligare ljudeffekter och släppte den på LP:n ”No One's Gonna Change Our World” (en välgörenhetsplatta för WWF). Denna version kallas ofta ”The Wildlife version”. Senare fick Phil Spector låten och arrangerade om den (med stråkar och körer) varvid den kom med på LP:n Let It Be som utgavs i England och USA 8 respektive 18 maj 1970.